# Vic Lewis
Victor „Vic“ Lewis (* 29. Juli 1919; † 9. Februar 2009) war ein britischer Jazzmusiker (Gitarrist, Pianist, Sänger, Bandleader) und Cricketspieler.

## Leben und Wirken
Vic Lewis begann im Alter von drei Jahren mit dem Gitarrenspiel und lernte auch Kornett und Posaune. In einer seiner ersten Bands spielte auch George Shearing. In den 1930er Jahren spielte Lewis in Londoner Clubs; im Jahr 1938 tourte er durch die Vereinigten Staaten, wo er mit einer Band aus Bobby Hackett, Eddie Condon und Pee Wee Russell erste Platten einspielte. Von 1941 bis 1944 dient er in der Royal Air Force; in dieser Zeit spielte er in Buddy Featherstonhaughs R.A.F. Sextett. 1944/45 arbeitete er auch mit dem in England lebenden Stéphane Grappelli und danach mit Ted Heath. In dieser Zeit war er auch Co-Leader einer Band mit Jack Parnell.
1946 stellt Lewis seine erste Big Band zusammen, die sich stilistisch am Klangbild des Stan Kenton Orchesters orientierte. Kenton versorgte Lewis auch mit einigen seiner Arrangements von Pete Rugolo, Gerry Mulligan und Bill Holman. Arrangeur war auch sein Pianist Ken Thorne. Zwischen 1956 und 1959 tourte die Band durch die USA und nahm eine Reihe von Alben für Parlophone, Esquire, Decca und Philips auf. In der Band, die bis Anfang der 1960er Jahre bestand, spielten Musiker wie Vic Ash, Tubby Hayes, Derek Humble, Danny Moss, Jimmy Skidmore und Kathy Stobart.
Nach 1959 zog sich Lewis allmählich von der aktiven Musikszene zurück und nahm nur noch gelegentlich auf, aber arbeitete weiterhin als Autor über Jazzthemen. Er wechselte ins Management und organisierte die Karrieren von Künstlern wie dem Fotografen Robert Whitaker und der Sängerin Cilla Black. Außerdem gründete er seinen eigenen Cricket-Club und vertrat die USA beim International Cricket Council.
Mitte der 1980er Jahre nahm er seine Bandleader-Aktivitäten wieder auf und arbeitete mit Altstars des West Coast Jazz wie Shorty Rogers und Bud Shank; in den 1990er Jahren stellte er – mehr als Finanzier und Manager, denn als Bandleader und Musiker – die Formation The West Coast All Stars zusammen und nahm mit ihnen einige Alben für das Candid-Label auf, so mit Arrangements von Bill Holman und Songs von Jimmy Van Heusen (Shake Down the Stars). Mitwirkende Musiker waren u. a. Alan Broadbent, Conte Candoli, Bob Cooper, Lennie Niehaus, Jack Nimitz, Bill Perkins, Bud Shank, Jack Sheldon und Frank Strazzeri.
Er ist nicht zu verwechseln mit dem Jazzschlagzeuger Victor Lewis.

## Diskographische Hinweise
- Vic Lewis Jam Sessions, Vol.4 1942-1943 (Harlequin)
- Singin´ the Blues (Upbeat, 1944/45) mit Dick Katz, Jack Parnell
- Shorty Rogers and Bud Shank with Vic Lewis and His Big Band - Back Again (Concept, 1984)
- West Coast All Stars Play Bill Holman (Candid, 1993/04)
- Shake the Stars (Candid, 1992) mit Joel DiBartolo
- Vic Lewis Presenting A Celebration of Contemporary West Coast jazz (Candid, 1993–94)
- Me and You! (Candid, 1997)